# Mitja Harvilahti
Mitja Harvilahti (født 29. december 1979 i Helsinki) er en finsk guitarist, der spiller i folk metalbandet Moonsorrow. Mitja fortæller selv, at han har været besat af elektriske guitarer siden han var 4. Derefter studerede han 10 års klassisk guitar og musikteori. Han største idoler er Slayer. Gennem tiden har Harvilahti spillet i bands som Shadow Cut, The Sinkage, Milkweed og Tyrant. I dag spiller han i Moonsorrow og to andre bands ved navn Itäväylä og Lakupaavi